# Плав (жупа)
Плав је назив за српску средњовјековну жупу, а први његов помен у држави Немањића датира након смрти краља Уроша I (1243 — 1276). Урошев син, краљ Драгутин, оставио је својој мајци, Јелени Анжујској, на управу: Зету, Требиње и крајеве у Плаву и горњем Ибру. Плавско-гусињски крај, са Великом и Улотином, био је у српској држави организован као Плавска жупа, са већим бројем села. У том времену није било насељеног мјеста са именом Плав (насеље Плав ће бити изграђено касније, у османској држави, а градња је, по неким подацима, завршена 1619. године). Познато је да се на источној страни Плавског језера у средњем вијеку налазило мало рибарско насеље, звано Рибаре. По смрти цара Душана, овим крајем господари Војислав Војиновић, а затим његов синовац Никола Алтомановић. Након пропасти Алтомановића, жупа Плав је припала Вуку Бранковићу. Потом улази у састав Српске деспотовине. Послије османског освајања, Плавски вилајет, са 15 села и 1157 домаћинстава, био је у саставу Бихорске казе (Скадарског санџака), а нешто касније улази у састав Пећког санџака.